# زبان جیپوری
زبان جیپوری یا داندوری زبانی هندوآریایی است که در منطقه جیپور در شمال خاوری راجستان هند گویشورانی دارد. 